# Globo Babson

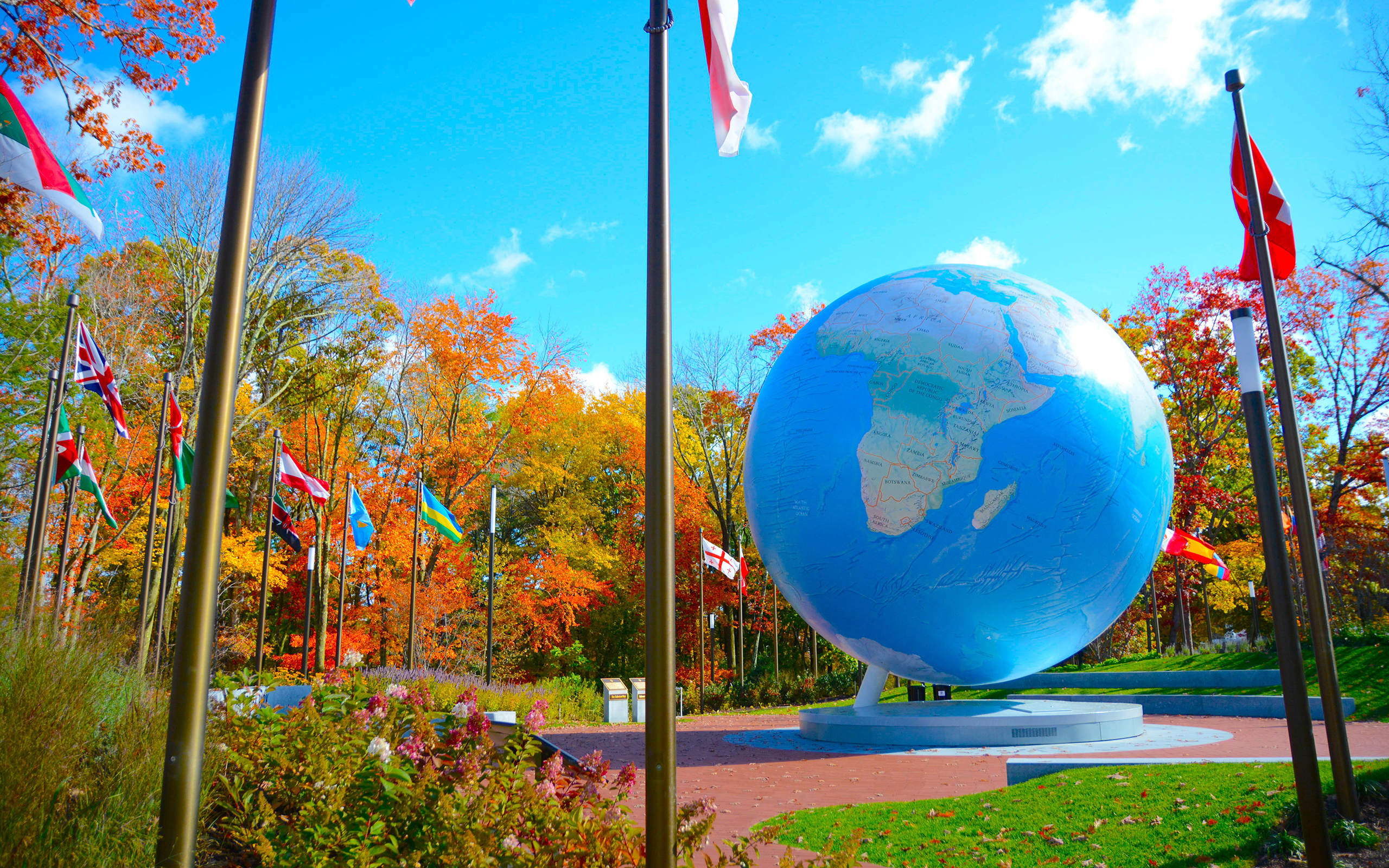
El Globo Babson

El Globo Babson (en inglés: Babson Globe) es un globo terráqueo ubicado en el campus de la Universidad Babson en Wellesley, Massachusetts, Estados Unidos. Con un peso de 25 toneladas y un diámetro de 8,5 metros, era el globo terráqueo giratorio más grande del mundo cuando se construyó en 1955.
El globo terráqueo fue una idea de Roger Babson, el fundador de la universidad. Se le ocurrió la idea de construir el globo terráqueo en 1947 como una forma de promover el interés por los asuntos mundiales. En los primeros años, el globo atraía a miles de visitantes anualmente, pero a finales de los años 70, el globo estaba en mal estado. Los azulejos de acero horneados en porcelana que cubrían el globo (recreando los continentes y los océanos) se cayeron en 1984 y durante los siguientes 9 años el globo parecía una bola grande y oxidada. Además, en los años 80 la maquinaria que hacía girar el globo dejó de funcionar. Debido al estado de deterioro, en 1988 la administración de la universidad decidió demoler el globo terráqueo. En respuesta, los estudiantes y profesores dirigidos por C. Christopher Lingamfelter y el profesor Larry Meile formaron un comité llamado "Save the Globe" (Salven el Globo), que pudo recaudar fondos para restaurar el globo.
En 1993 se restauró el globo, con 506 paneles de vinilo y las imágenes satelitales más avanzadas disponibles en ese momento. En 2018, el globo terráqueo se restauró nuevamente y se trasladó de Coleman Hall al Parque Kerry Murphy Healey, donde se inauguró en mayo de 2019, como parte de la conmemoración del centenario de la universidad.